# Friedrich Koch (Unternehmer)

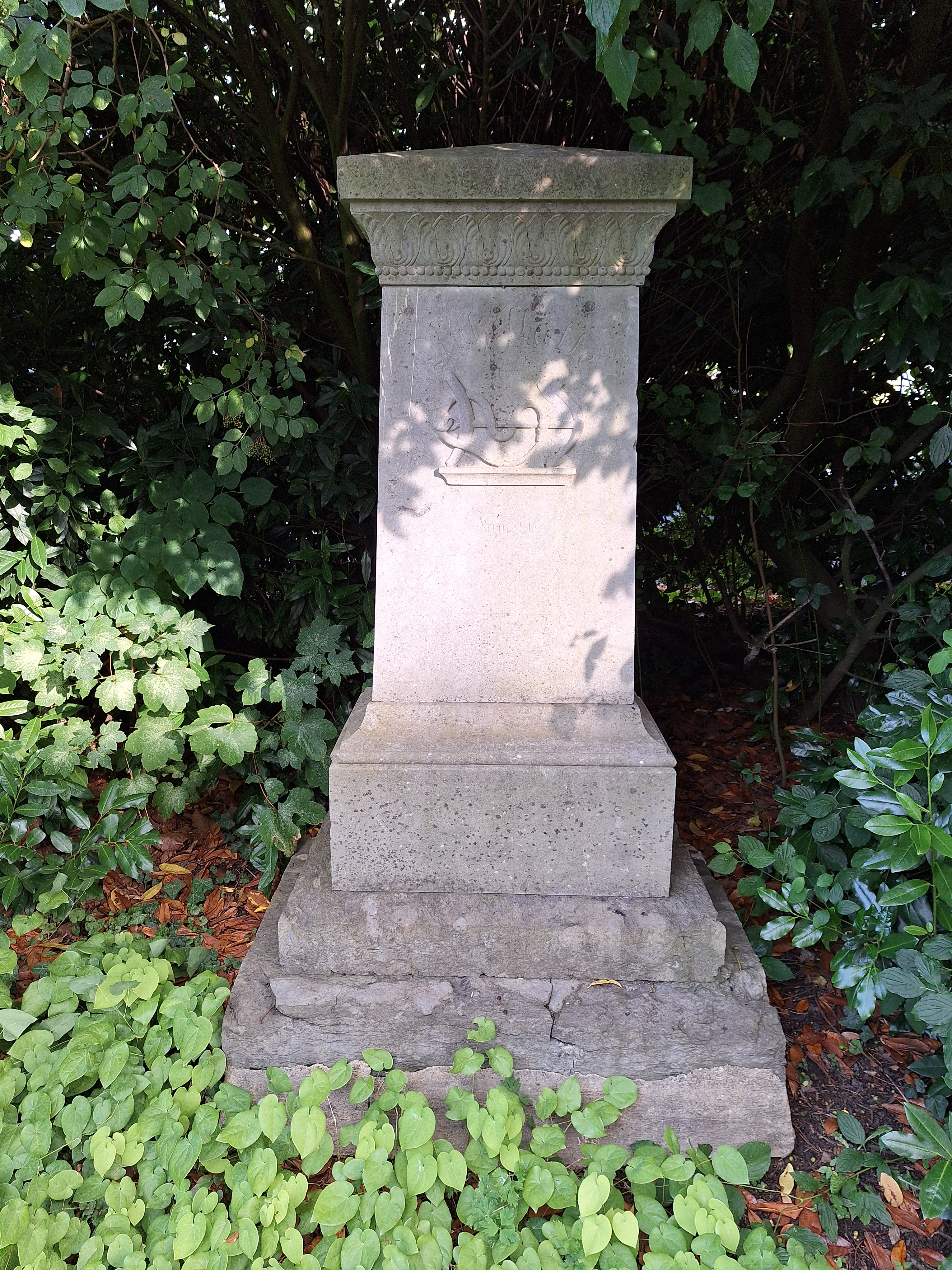
Grabstein auf dem evangelischen Friedhof in Wevelinghoven

Friedrich Koch (* 1775 in Wevelinghoven; † 5. April 1847 in Hülchrath) hatte maßgeblichen Anteil an der Industrialisierung Grevenbroichs im frühen 19. Jahrhundert. Er war eine der dominierenden Unternehmerpersönlichkeiten der frühindustriellen Zeit und einer der bedeutendsten Textilfabrikanten mit Betriebsstätten in Neuss und Grevenbroich.

## Anfänge in Neuss
Friedrich Koch stammte aus einer vermögenden, alteingesessenen, reformierten Familie aus Wevelinghoven. Er zog nach seiner Heirat 1802 nach Neuss und gründete dort 1803 eine kleine Baumwollspinnerei mit 28 Beschäftigten. Bereits im Folgejahr konnte er 90 Weber als Heimarbeiter beschäftigen.

## Koch in Grevenbroich
Er verlegte einen Teil seines Betriebes nach Grevenbroich und richtete ihn hier im Schloss sowie in der Elsener Mühle ein, obwohl ihm bereits seit 1803 auch die Gebäude des ehemaligen Wilhelmitenklosters gehörten. Die Betriebsverlagerung war 1808 abgeschlossen, zu diesem Zeitpunkt beschäftigte er bereits 370 Personen. Seinen Wohnsitz beließ er in Neuss.
1813 erweiterte er den Betrieb um eine Mechanische Werkstatt, eine Kratzenfabrik und zwei Spinnereien, wodurch die Belegschaft auf über 600 Beschäftigte stieg, eine für damalige Verhältnisse gewaltige Zahl. Bereits 1810 hatte er die beiden Ingenieure Johann Wilhelm Thomas und Diedrich Uhlhorn angestellt, die im Kloster eine Maschinenwerkstatt einrichteten. Von hier aus wurde die Reparatur und Wartung der Maschinen der beiden Spinnereien vorgenommen.
Nachdem mit der Aufhebung der Kontinentalsperre billige englische Garne den Markt überschwemmten, hatte ein allgemeines Fabriksterben eingesetzt, von dem auch Kochs Firma betroffen war. 1817 gab Koch seine Neusser Betriebsstätte auf und übersiedelte ganz nach Grevenbroich, doch war damit der Niedergang nicht mehr aufzuhalten. Er musste 1820 Konkurs anmelden.

## Firma Gebrüder Koch
Zusammen mit seinen Söhnen gründete er später die Firma Gebrüder Koch als Außenstelle des Fürstlichen Salm Alsdorfschen Mineralbrunnenkontors. In der Firma arbeitete er als Geschäftsführer und brachte es erneut zu einigem Wohlstand. Koch verstarb am 5. April 1847 in Hülchrath.